# Амброзіус Гольбейн

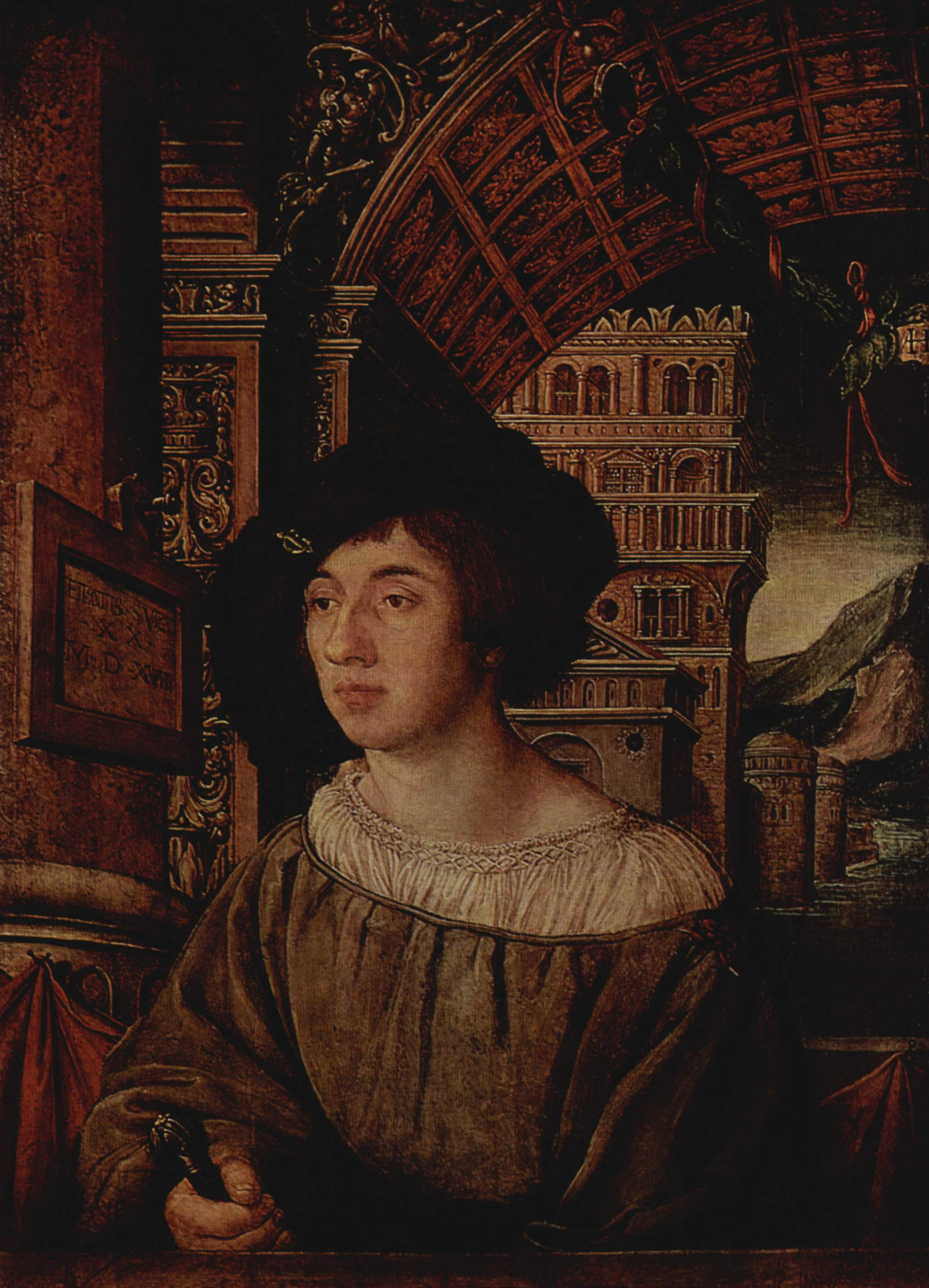
Портрет юнака, 1518, олія на дереві, 43 x 32 см, Ермітаж, Санкт-Петербург.

Амброзіус Гольбейн (нім. Ambrosius Holbein; бл. 1494 — бл. 1519) — німецький, а згодом швейцарський художник-живописець, графік та гравер. Він був старшим братом, приблизно на три роки, Ганса Гольбейна молодшого, але, схоже, помер у віці близько двадцяти п'яти років, залишивши по собі лише невелику кількість робіт.

## Біографія
Як і його молодший брат, він народився в Аугсбурзі (який сьогодні розташований у Баварії, але тоді був вільним імперським містом), центрі мистецтва, культури та торгівлі на той час. Його батько Ганс Гольбайн старший став одним із провідників трансформації німецького мистецтва від готики до стилю Відродження. У його майстерні обидва його сини, Амброзіус і Ганс, отримали свої перші уроки живопису, а також ознайомилися з ремеслами ювеліра та гравери.
Молодий Гольбейн разом зі своїм братом та батьком зображений на лівій панелі триптиха вівтаря Гольбейна старшого 1504 року «Базиліка Святого Павла», який виставлений у Державній галереї в Аугсберзі.
Вважається, що у 1515 році Амброзіус жив у швейцарському місті Штайн-на-Рейні, де допомагав художнику з Шаффгаузена Томасу Шміду, який працював над розписами в головній залі монастиря Святого Георгія. Наступного року Амброзіус, а також його брат Ганс, поїхали до Базеля, де він спочатку працював підмайстром у майстерні Ганса Гербстера. У 1517 році він зареєструвався як член Базельської гільдії художників, а 6 червня 1518 року отримав громадянство Базеля. Його поручителем був ювелір Йорґ Швайґер, якого Гольбейн раніше портретував. Однак невдовзі після цього він зникає з архівів, і вважається, що близько 1519 року він помер. Френні Мойл пише: «Немає жодних записів про смерть Амвросія, але раптове припинення його роботи в рік [1519], коли так багато людей ставали жертвами хвороб, свідчить про те, що він або підхопив хворобу, яка почалася з головного болю, або чуму, яка прийшла після нього, і помер. Інший варіант полягає в тому, що його фінансові проблеми змусили його піти на службу найманцями… хоча з огляду на тимчасову паузу в Італійських війнах це здається малоймовірним».
Одними з найкращих робіт Амброзіуса цього періоду є «Портрет хлопчика зі світлим волоссям» та його супутник, «Портрет хлопчика з каштановим волоссям». Обидві зараз знаходяться в Базельському художньому музеї.
Амброзіус Гольбейн є одним із найважливіших ілюстраторів Базеля та видатних художників «малого формату».

## Твори

Портрет хлопчика зі світлим волоссям, 1516, Базель

- Богородиця з немовлям (1514; Художній музей, Базель)
- Портрет хлопчика зі світлим волоссям (1516; Художній музей, Базель)
- Портрет хлопчика з каштановим волоссям (1517; Базель, Художній музей, Базель)
- Портрет Йорґа Швайґера (1518; Художній музей, Базель)
- Портрет молодої людини (1515; Hessisches Landesmuseum, Дармштадт)
- Різдво (1514; Fürstlich Fürstenbergische Gemäldegalerie, Donaueschingen)
- Різдво (Klerikalseminar Georgianum, Мюнхен)
- Спокій Пресвятої Богородиці (Klerikalseminar Georgianum, Мюнхен)
- Фронтиспіс до третього видання «Утопії» Томаса Мора, 1518 рік
- Портрет Йоганна Ксилотектуса (Циммермана) (1520; Німецький національний музей, Нюрнберг)
- Портрет юнака (1518; Ермітаж, Санкт-Петербург)
- Портрет молодого чоловіка (часто приписується Гансу Гольбейну молодшому) (1518; Національна галерея мистецтв, Вашингтон)
- Спокій Пресвятої Богородиці (Gemäldegalerie der Akademie der bildenden Künste, Відень)

Також у Художньому музеї Краннерта в Іллінойсі є картина Амброзіуса Гольбейна під назвою «Портрет дівчини». Картина колись була частиною зв'язків з Австрійською імперією, і враховуючи, що вбрання молодої жінки є зразком іспанської моди дуже раннього XVI століття, дуже нагадуючи гробницю королеви Хуани I Кастильської, це може бути її неідентифікований портрет.